# Lluvias de Copiapó de 1997
Las Lluvias de Copiapó de 1997 fue un fenómeno de precipitaciones fuertes, alrededor de 50 mm de agua durante la mañana del 11 y la tarde del 12 de junio de 1997, que causa la crecida del río Copiapó en su punto máximo caudal y su desborde en distintos sectores. También a causa de las lluvias precipitadas en la ciudad se producen fuertes flujos en la quebrada de Paipote y otros flujos de drenaje de la zona. La pérdidas materiales se presentaron en el corte de carreteras en la Región de Atacama, la inundación de calles y casas, en la Universidad de Atacama se perdió un laboratorio computacional completo además de pérdidas de archivos. En la ciudad de Copiapó, capital de Atacama, se perdieron 7 vidas cuando una patrulla militar volcó en las torrentosas y correntosas aguas del río Copiapó (hoy la imagen de ese río hace imposible creerlo) el camión en el que rescataban a personas aisladas (5 militares conscriptos y 2 civiles). El hecho fue nombrado como temporal debido a que el norte de Chile no está preparado para lluvias de gran intensidad.